# Ибботсон, Дерек
Джордж Дерек Ибботсон (англ. George Derek Ibbotson; 17 июня 1932, Хаддерсфилд, Уэст-Йоркшир, Великобритания — 23 февраля 2017, Уэйкфилд, Уэст-Йоркшир, Великобритания) — британский легкоатлет, бронзовый призёр летних Олимпийских игр в Мельбурне (1956).

## Спортивная карьера
Получил образование в школе Короля Якова в Алмондбери, был чемпионом Йоркшира среди юниоров в 1949—1951 гг. В 1951 г. стал чемпионом Великобритании среди юниоров. Два года отслужил в Королевских военно-воздушных силах Великобритании.
В 1955 г. выиграл забег на три мили на чемпионате Любительской легкоатлетической ассоциации Англии. На летних Олимпийских играх в Мельбурне (1956) завоевал бронзовую медаль в забеге на 5000 м. После этого вернулся к бегу на милю, это решение многие сочли ошибочным, поскольку специалисты видели в нем больший потенциал для более длинных дистанций, поскольку они проходили не в таком быстром темпе. Установив новый европейский рекорд беге на милю, в день рождения его первой дочери в 1957 г., он сохранил свой титул Любительской легкоатлетической ассоциации Англии, а 19 июля с результатом 3:57,2 побил мировой рекорд Джона Лэнди. Вскоре он установил еще один мировой рекорд в составе английской эстафетной команды в забеге 4х1 милю. Несмотря на участие в Играх Содружества (1958 и 1962), больше он не смог вернуться к таким высоким результатам.
Был в ряду многих спортсменов, которые подписали письмо в «Таймс» от 17 июля 1958 г., в котором они выступали против «политики апартеида» в международном спорте и защищали «принцип расового равенства, воплощенный в Декларации Олимпийских игр».
После завершения легкоатлетической карьеры занялся сквошем и дважды становился чемпионом Йоркшира среди ветеранов, также играл в гольф.
Его первая жена, Мадлен, заняла второе место в соревнованиях в беге на милю WAAA в (1962—1963 гг.) и выиграла национальный титул в лыжных гонках в 1963—1964 гг.
Кавалер ордена Британской империи (2008), был введен в Зал легкоатлетической славы Англии (2011). 